# Тросно (Псковская область)
Тросно — деревня в Плюсском районе Псковской области России, входит в состав сельского поселения Лядская волость. Расположена на бывшей автодороге (участок ныне не обслуживается), связывающей Гдов и Струги Красные.

## География
Деревня Тросно расположена близ границы с Струго-Красненским районом, на высоте 85 м над уровнем моря.

## Население
Численность населения деревни на 2000 год составляла 1 человек, по переписи 2002 года — 7 человек.

## История
В писцовой книге 1571 года находится описание трёх деревень Тросно в Лосицком погосте Шелонской пятины: Тросно Большое, в Тросне в Заполье и Тросно Меншое; все были в те времена пусты.

«За князем Иваном да за князем Васильем за княж Михайловыми детми Нарымова.

[...]

Дер.Тросно Болшое, по старому писму 5 обеж, 4 дворы пусты, засеву в одном поле 12 четвертей, дву полех по тому-ж, отхожие пашни на версту вдоль и поперек, сена закосу 12 копен.

Дер.Тросне в Запольи ввопче с Сотником Пустошкины[м], 2 обжи, 2 дворы пусты, засеву в одном поле 6 четвертей, отхожие пашни на пол-версты, сена закосу 6 копен.

[…]

Дер. Тросно Меншое, по старому писму полторы обжи, двор один пуст, засеву в одном поле пол-5 четверти, а в дву полех по тому-ж, отхожие пашни на пол-версты, сена закосу 8 копен.

[...]

За Сотником Семеновым сыном Пустошкина.

[...]

Дер.в Тросне в Запольи, 2 обжи, вопче со князем Иваном Нарымова, двор пуст, пашни в поле и с отхожею пашнею пол-3 четверти на обжу, а в дву полех по тому-ж, сена по 5 копен на обжу.»— [РГАДА, Ф. 137, Оп. 1, Новгоррод, № 8, лл. 122, 123-124об., 127, 127об.] Отрывок приведён по редакции: "Новгородские писцовые книги." Т.5. СПб. 1905г. Ред.Богоявленский С.К.
В 1938 году в деревне насчитывалось 53 дома.